# Рагимов, Фаррух Ризван оглы
Фаррух Ризван оглы Рагимов (азерб. Fərrux Rizvan oğlu Rəhimov; 22 ноября 1990, Баку, Азербайджанская ССР, СССР) — азербайджанский футболист. Амплуа — защитник.
Защищал цвета молодёжной, а также юношеских (U-17 и U-19) сборных Азербайджана.

## Клубная карьера
Профессиональную карьеру футболиста начал в 2006 году, с выступления в команде «Карабах-2», являясь при этом её капитаном. По окончании сезона 2008—2009 годов, Фаррух Рагимов был привлечен главным тренером клуба «Карабах» — Расимом Карой в основной состав команды. Далее выступал в команде первого дивизиона «Апшерон», откуда перешёл в клуб Премьер-лиги, мардакянский «Равян».

## Сборная Азербайджана
Защищал цвета юношеских (U-17 и U-19), а с апреля 2009 года молодёжной сборной Азербайджана.